# Urteberri on, amona!
Urteberri on, amona! (en basc Bon any, àvia!) és una pel·lícula espanyola en basc del 2011 dirigida per Telmo Esnal, coautor del guió amb Asier Altuna. Mostra un conflicte entre pares i fills quan aquests es fan grans en clau d'humor, plantejant altres dilemes com la por a la solitud, la pèrdua de valors, l'egoisme o la desestructuració familiar. Ha estat doblada al català. Algunes escenes es van rodar a la comarca del Baztan.

## Sinopsi
Maritxu i Joxemari són una parella que cuida de l'àvia Mari. Però Joxemari n'està cada vegada més fart perquè l'àvia absorbeix la seva dona, i quan rep una carta que anuncia que la seva sogra ha estat acceptada en una residència decideix ordir un pla smb la seva filla i el seu gendre Kintxo per a ingressar-la sense que la seva dona s'assabenti. Però res surt com estava planejat i el caràcter de l'àvia provoca un enfrontament imprevisible.

## Repartiment
- Nagore Aranburu 	...	Miren
- Josean Bengoetxea 	...	Kintxo
- Montserrat Carulla	 ...	Amona Mari
- Kontxu Odriozola	...	Maritxu
- Pedro Otaegi	 ...	Joxemari

## Recepció
Fou exhibida al Festival de Cinema de Londres, al Festival Ópera Prima de Tudela, a la Seminci i al Festival de Cinema de Guadalajara entre d'altres. Kontxu Odriozola fou nominada alls XXI Premis de la Unión de Actores al premi a millor actriu revelació.